# Chủ nghĩa Lenin
Chủ nghĩa Lenin là một ý thức hệ chính trị được phát triển bởi nhà cách mạng Marxist người Nga Vladimir Lenin là người đã đề xuất thiết lập nền chuyên chính vô sản được lãnh đạo bởi một đảng cách mạng tiền phong như là sự khởi đầu chính trị cho vệc thành lập chủ nghĩa cộng sản. Chức năng của đảng cộng sản Leninist tiền phong là cung cấp cho giai cấp công nhân nhận thức chính trị (giáo dục và tổ chức) và sự lãnh đạo cách mạng cần thiết để thủ tiêu chủ nghĩa tư bản ở Đế quốc Nga (1721–1917). Sự lãnh đạo cách mạng của chủ nghĩa Lenin dựa trên Tuyên ngôn Cộng sản (1848) xác định Đảng Cộng sản như là "bộ phận tiến bộ và cương quyết nhất của giai cấp công nhân tại mỗi quốc gia; bộ phận đó thúc đẩy mọi thứ khác tiến lên". Như là đảng tiền phong, người Bolsheviks nhìn lịch sử thông qua lý thuyết chủ nghĩa duy vật lịch sử, chủ trương lật đổ chủ nghĩa tư bản, và sau đó thiết lập chủ nghĩa xã hội.

## Sách tham khảo
Tiếng Nga
- Безансон А. Интеллектуальные истоки ленинизма = Les Origines intellectuelles du léninisme. — 1-е. — Москва: МИК, 1998. — 304 с. — ISBN 5-87902-029-0.
- Лукач Д. Ленин. Исследовательский очерк о взаимосвязи его идей / Авт.вступ.статей С. Н. Земляной. — М.: Междунар. отношения, 1990. — 141 с. — ISBN 5-7133-0356-Х.
- Ленин В. И. Материализм и эмпириокритицизм // Ленин В.И: Полн. собр. соч. — Т. 18. — С. 7–384.
- Ленин В. И. О значении воинствующего материализма // Ленин В.И: Полн. собр. соч. — Т. 45. — С. 23–33.
- Сталин И. В. Об основах ленинизма // Сталин И.В: Соч. — Т. 6.

Tiếng Anh
- Marcel Liebman. Leninism Under Lenin. The Merlin Press. 1980. ISBN 0-85036-261-X
- Paul Le Blanc. Lenin and the Revolutionary Party. Humanities Press International, Inc. 1990. ISBN 0-391-03604-1